# Glaucium calycinum
Glaucium calycinum är en vallmoväxtart. Glaucium calycinum ingår i Hornvallmosläktet som ingår i familjen vallmoväxter.

## Underarter
Arten delas in i följande underarter:
- G. c. aserbaidshanicum
- G. c. calycinum